# 首藤佐智子
首藤 佐智子（しゅどう さちこ）は、日本の言語学者。語用論専攻。早稲田大学法学学術院教授。Routledge Outstanding Linguistics Dissertation 受賞。

## 人物・経歴
1979年上智大学文学部社会学科卒業。1987年デラウェア大学英語学科卒業。1989年デラウエア大学英語学科修了、M.A.。1990年デラウエア大学言語学科非常勤講師、ジョージタウン大学東アジア言語文化学科非常勤講師。1998年ジョージタウン大学大学院言語学科修了、Ph.D.（言語学博士）。1999年上智大学比較文化学部非常勤講師。2000年東京大学先端科学技術研究センター客員研究員。2002年Routledge Outstanding Linguistics Dissertation 受賞。2005年早稲田大学法学学術院専任講師。2008年同准教授。2014年同教授。2015年法と言語学会 『法と言語』編集委員長。2022年日本語用論学会『語用論研究』編集委員。

## 著作
- "The Presupposition and Discourse Functions of the Japanese Particle Mo" Routledge 2002年